# Liste des députés de la préfecture de Kagawa
Cette page liste les membres de la Chambre des représentants du Japon élus dans les circonscriptions de la préfecture de Kagawa.

## 41elégislature(1996-2000)
| Circonscription |  | Député              | Parti politique |
| --------------- |  | ------------------- | --------------- |
| 1re             |  | Takao Fujimoto (ja) | PLD             |
| 2e              |  | Yoshio Kimura (ja)  | PLD             |
| 3e              |  | Yoshinori Ōno (ja)  | PLD             |

## 42elégislature(2000-2003)
| Circonscription |  | Député             | Parti politique |
| --------------- |  | ------------------ | --------------- |
| 1re             |  | Takuya Hirai       | SE              |
| 2e              |  | Yoshio Kimura (ja) | PLD             |
| 3e              |  | Yoshinori Ōno (ja) | PLD             |

## 43elégislature(2003-2005)
| Circonscription |  | Député             | Parti politique |
| --------------- |  | ------------------ | --------------- |
| 1re             |  | Takuya Hirai       | PLD             |
| 2e              |  | Yoshio Kimura (ja) | PLD             |
| 3e              |  | Yoshinori Ōno (ja) | PLD             |

## 44elégislature(2005-2009)
| Circonscription |  | Député             | Parti politique |
| --------------- |  | ------------------ | --------------- |
| 1re             |  | Takuya Hirai       | PLD             |
| 2e              |  | Yoshio Kimura (ja) | PLD             |
| 3e              |  | Yoshinori Ōno (ja) | PLD             |

## 45elégislature(2009-2012)
| Circonscription |  | Député             | Parti politique |
| --------------- |  | ------------------ | --------------- |
| 1re             |  | Jun'ya Ogawa       | PDJ             |
| 2e              |  | Yūichirō Tamaki    | PDJ             |
| 3e              |  | Yoshinori Ōno (ja) | PLD             |

## 46elégislature(2012-2014)
| Circonscription |  | Député           | Parti politique |
| --------------- |  | ---------------- | --------------- |
| 1re             |  | Takuya Hirai     | PLD             |
| 2e              |  | Yūichirō Tamaki  | PDJ             |
| 3e              |  | Keitarō Ōno (ja) | PLD             |

## 47elégislature(2014-2017)
| Circonscription |  | Député           | Parti politique |
| --------------- |  | ---------------- | --------------- |
| 1re             |  | Takuya Hirai     | PLD             |
| 2e              |  | Yūichirō Tamaki  | PDJ             |
| 3e              |  | Keitarō Ōno (ja) | PLD             |

## 48elégislature(2017-2021)
| Circonscription |  | Député           | Parti politique |
| --------------- |  | ---------------- | --------------- |
| 1re             |  | Takuya Hirai     | PLD             |
| 2e              |  | Yūichirō Tamaki  | PE              |
| 3e              |  | Keitarō Ōno (ja) | PLD             |

## 49elégislature(2021-)
| Circonscription |  | Député           | Parti politique |
| --------------- |  | ---------------- | --------------- |
| 1re             |  | Jun'ya Ogawa     | PDC             |
| 2e              |  | Yūichirō Tamaki  | PDP             |
| 3e              |  | Keitarō Ōno (ja) | PLD             |